# ロスト・イン・スペース (映画)
『ロスト・イン・スペース』（原題: Lost in Space）は、1998年にアメリカ合衆国で製作されたSFアドベンチャー映画。1960年代に人気を博した米テレビシリーズ『宇宙家族ロビンソン』（原題は同じくLost in Space）の劇場用映画化作品。
13週間連続して全米週末興行収入成績第1位を継続していた『タイタニック』を抜き、1998年4月3日に全米週末興行収入成績第1位を記録した。
当初から続編の制作を前提としていたため本作のラストでは物語が完結しておらず、また、その続編も製作されなかったため、最終的に未完のまま終了する。
なお、両作品のタイトルについては「邦題を複数持つ作品一覧」も参照。

## あらすじ
時は2058年、高度に発展した文明によって地球環境は破壊されてしまった。ジョン・ロビンソン教授（ウィリアム・ハート）とその家族は、人類生存のための新天地の惑星「アルファ・プライム」を調査する使命を帯び、宇宙へと飛び立った。
しかし、その宇宙船に同乗していたスパイ（ゲイリー・オールドマン）の工作によってナビゲーションシステムを破壊され、一家は宇宙空間で迷子になってしまう。

## キャスト
| 役名                       | 俳優                     | 日本語吹替   | 日本語吹替                                                 | 日本語吹替 |
| 役名                       | 俳優                     | ソフト版     | 日本テレビ版                                               | 機内上映版 |
| -------------------------- | ------------------------ | ------------ | ---------------------------------------------------------- | ---------- |
| ジョン・ロビンソン教授     | ウィリアム・ハート       | 小川真司     | 磯部勉                                                     | 金尾哲夫   |
| モリーン・ロビンソン博士   | ミミ・ロジャース         | 萩尾みどり   | 弥永和子                                                   | 相沢恵子   |
| ジュディ・ロビンソン博士   | ヘザー・グラハム         | 高橋理恵子   | 日野由利加                                                 |            |
| ペニー・ロビンソン         | レイシー・シャベール     | 今津朋子     | 渡辺明乃                                                   |            |
| ウィル・ロビンソン         | ジャック・ジョンソン     | くまいもとこ | 伊藤隆大                                                   |            |
| Dr.ザカリー・スミス        | ゲイリー・オールドマン   | 佐古正人     | 佐古正人                                                   |            |
| ダン・ウェスト少佐         | マット・ルブランク       | 平田広明     | 堀内賢雄                                                   |            |
| ウィル・ロビンソン（成人） | ジャレッド・ハリス       | 宮本充       | 荒川太郎                                                   |            |
| 将軍                       | マーク・ゴダード         | 稲葉実       | 麦人                                                       |            |
| ジェブ・ウォーカー         | レニー・ジェームズ       | 石田圭祐     | 辻親八                                                     |            |
| カートライト校長           | ジューン・ロックハート   | 前田敏子     | 翠準子                                                     |            |
| ビジネスマン               | エドワード・フォックス   | 小林尚臣     | 石森達幸                                                   |            |
| フレンディの声             | ディック・トゥフェルド   | 石田圭祐     | 玄田哲章                                                   |            |
| ノア・フリーマン           | ジョン・シャリアン       | 室園丈裕     |                                                            |            |
| ラボ技術者                 | アダム・シムズ           | 山野井仁     |                                                            |            |
| レポーター#1               | マータ・クリステン       | 深水由美     |                                                            |            |
| レポーター#2               | アンジェラ・カートライト | 五十嵐麗     |                                                            |            |
| その他                     |                          |              | 大川透 後藤敦 高瀬右光 吉田美保 華村りこ 渡辺美佐 丸山純路 |            |
|                            |                          |              |                                                            |            |
| 演出                       | 演出                     | 松岡裕紀     | 小山悟                                                     |            |
| 翻訳                       | 翻訳                     | 税田春介     | 武満真樹                                                   |            |
| 制作                       | 制作                     | ビデオテック | ケイエスエス                                               |            |
| 初回放送                   | 初回放送                 |              | 2000年4月7日 『金曜ロードショー』                          |            |

## スタッフ
- 監督：スティーヴン・ホプキンス
- 脚本：アキヴァ・ゴールズマン
- 音楽：ブルース・ブロートン

## リブート・テレビドラマ
Netflixがリブートしたテレビドラマシリーズを製作、2018年4月13日から配信。